# Diospyros microrhombus
Diospyros microrhombus är en tvåhjärtbladig växtart som beskrevs av William Philip Hiern. Diospyros microrhombus ingår i släktet Diospyros och familjen Ebenaceae. Inga underarter finns listade i Catalogue of Life.